# Goh Chok Tong
Goh Chok Tong (chinês simplificado: 吴作栋, chinês tradicional: 吳作棟, pinyin: Wú Zuòdòng; 20 de maio de 1941) é um economista e político de Singapura. Foi o segundo primeiro-ministro de Singapura, entre 28 de novembro de 1990 e 12 de agosto de 2004, após suceder a Lee Kuan Yew. Manteve-se neste cargo durante quatorze anos e na atualidade é Senior Minister de Singapura e presidente da Autoridade Monetária de Singapura, o banco central do país.

## Carreira
Antes de sua nomeação como primeiro-ministro, ele foi o vice-primeiro-ministro do país, onde defendeu o Medisave, um esquema que permite aos cingapurianos reservar parte de sua renda em uma conta do Medisave para cobrir despesas médicas futuras. Goh também defendeu os Prêmios Edusave, uma recompensa monetária para os alunos que se saíram bem na escola com base em suas realizações acadêmicas ou caráter, para consagrar a meritocracia.
Durante seu mandato como primeiro-ministro, reformas políticas como a introdução de membros não constituintes do Parlamento (NCMP), para permitir mais oposições no Parlamento, Grupo de Representação Constituinte (GRC), para garantir que as minorias sejam representadas no Parlamento e membros nomeados do Parlamento (NMP), para ter opiniões independentes no Parlamento, uma vez que todos os NMPs são apartidários, também foram propostos por Goh quando ele servia como vice-primeiro-ministro após assumir a responsabilidade do governo em uma transição de liderança cuidadosamente gerenciada. Goh promulgou o esquema de Presidente Eleito em 1991, já que os presidentes antes eram nomeados pelo Parlamento. Ele também é apresentado a Esquema de cotas de veículos para limitar o número de veículos na cidade-estado.
Em 12 de agosto de 2004, Goh foi sucedido por Lee Hsien Loong, o filho mais velho do primeiro-ministro de Cingapura, Lee Kuan Yew, e foi posteriormente nomeado ministro sênior do Gabinete e presidente da Autoridade Monetária de Cingapura entre 2004 e 2011.

Ele renunciou ao Gabinete em 2011 antes de deixar o cargo de Membro do Parlamento (MP) e se aposentou da política em 2020. Ele recebeu o título honorário de Ministro Sênior Emérito em 2011 pelo Primeiro Ministro Lee Hsien Loong.